# Krzysztof Kołaczyk
Krzysztof Kołaczyk (ur. 21 stycznia 1970 w Częstochowie) – polski piłkarz, grający na pozycji obrońcy.

## Życiorys
Dwukrotny zdobywca Mistrzostwa Polski z Górnikiem Zabrze. Po zakończeniu kariery założył Akademię Piłki Nożnej w Częstochowie, gdzie trenują młodzi i utalentowani sportowcy z Częstochowy i okolic. Od 15 marca 2010 do 23 lutego 2016 był prezesem klubu piłkarskiego KS Raków Częstochowa, gdzie wraz z Jerzym Brzęczkiem podjął się ratowania klubu i doprowadził do przekształcenia Stowarzyszenia KS Raków Częstochowa w Sportową Spółkę Akcyjną RKS Raków Częstochowa. W październiku 2013 dołączył do sztabu szkoleniowego reprezentacji Polski do lat 18. Dwa lata później został trenerem Rakowa. W kwietniu 2016 przeszedł na funkcję wiceprezesa klubu, z którego odszedł we wrześniu 2019. W sierpniu tego samego roku został asystentem trenera reprezentacji Polski do lat 16. W 2020 został ponadto pełnomocnikiem Wisły Kraków ds. akademii.